# Orgilus muesebecki
Orgilus muesebecki är en stekelart som beskrevs av Taeger 1989. Orgilus muesebecki ingår i släktet Orgilus och familjen bracksteklar. Inga underarter finns listade i Catalogue of Life.